# Francisco de la O
Pour les articles homonymes, voir De la O.
Francisco de la O (né Francisco de la O Fernández le 27 décembre 1965 à Mexico), est un acteur et présentateur mexicain.

## Biographie
Francisco de la O est le fils de Francisco de la O et de Pilar Fernández. 
Il a un frère, Alejandro et une sœur, Isabel. Son père, pilote d'avion, a un accident au cours d'un vol entre Durango et Torreón en 1968. Sa mère qui travaillait sur une ligne aérienne française a dû faire face à la charge de trois enfants. Elle s'est remariée et a eu une autre fille, Fernanda, mais elle a dû divorcer. Doña Pilar a déménagé avec ses quatre enfants à Mérida, Yucatán puis à Jalapa (Veracruz) où elle s'est établie.
En 1998, Francisco se marie au mannequin Ana Laura Sánchez avec qui il a une fille appelée María. Puis il a divorcé.
En 2009, il confirme sa relation avec l'actrice Gabriela Platas, sa compagne de scène dans la pièce de théâtre Los 39 escalones.

## Carrière
Il effectue la majeure partie de sa carrière à TV Azteca.
Francisco étudie la guitare au Conservatoire de musique et décide de poursuivre des études à l'Université de Veracruz. Il tourne dans des publicités et travaille en tant que mannequin avant de débuter professionnellement comme acteur dans Herejía où il joue dans la pièce La estrella au côté d'Angélica Vale. 
En 1989, Il fait ses débuts à la télévision par une apparition dans la mini-série Tres generaciones au côté de Carmen Montejo, Angélica María et Sasha Sokol. Dans cette série, il est surnommé « Paco de la O ».
Dans les années 1990, il participe à des films comme El bulto, Extraños caminos et Bienvenido-Welcome. Mais ce qui l'a fait connaître est la telenovela La vida en el espejo, produite par TV Azteca en 1999 dans laquelle il joue avec Gonzalo Vega et Rebecca Jones en interprétant le jeune amant de cette dernière. L'année suivante, il est dans la telenovela Todo por amor donnant la réplique à des vedettes comme Angélica Aragón et Fernando Luján. 
Dans les années 2000, il continue en jouant dans les telenovelas como Amores... querer, Por ti et Lo que es el amor, entre autres.
En 2000, Francisco fait ses débuts d'animateur dans l'émission pour la jeunesse Chiquitos pero picosos. En 2002, il anime l'émission matinale de TV Azteca intitulée Cada mañana avec Luz Blanchet et l'actrice Betty Monroe. Il continue à jouer au théâtre dans des pièces telles que Aventurera, Yo odio a Hamlet et Todos tenemos problemas sexuales avec la célèbre actrice Susana Alexander.
En 2013, il participe à l'émission La Isla, el reality dans l'équipe verte des célébrités. Il est le 11e éliminé sur 18 participants.
Du 18 mai à fin juin 2015, Francisco de la O enregistre le film Santiago Apóstol, une production de José Manuel Brandariz où Julián Gil tient la vedette en jouant Santiago.

## Filmographie

### Telenovelas
- 1999 : La vida en el espejo : Eduardo Olguín
- 2000 : Todo por amor : Luis Madrazo
- 2001 : Amores... querer con alevosía : Felipe Montero
- 2001 : Lo que es el amor : Edson Durán
- 2002 : Por ti : César Cortez
- 2006 : Campeones de la vida : Eugenio
- 2008 : Vivir por ti : Antonio
- 2009 : Daniella (Pobre diabla) : Víctor
- 2010 : Entre el amor y el deseo : Guillermo de la Garza
- 2012 : Los Rey : Elías
- 2013 : Hombre tenías que ser : Fausto Aguirre

### Séries télévisées
- 1989 : Tres generaciones : Chavo
- 2001 : Lo que callamos las mujeres : Ernesto (épisode « El accidente »)
- 2006: Ni una vez más : Isaac
- 2007 : La niñera : Maximiliano Fábregas

### Films
- 1991 : El bulto : Armando
- 1993 : Extraños caminos
- 1995 : Bienvenido-Welcome : Vladimir Ilich
- 2001 : Jacqueline
- 2001 : Corazones rotos : Amado

### Émissions de télévision
- 2000 : Chiquitos pero picosos : animateur
- 2002-2005 : Cada mañana : animateur
- 2013 : La Isla, el reality : participant

## Théâtre
- Los 39 escalones
- Aventurera
- Todos tenemos problemas sexuales
- Yo odio a Hamlet
- La Celestina
- El soñador navegante
- La estrella
- Herejía